# 象形繭

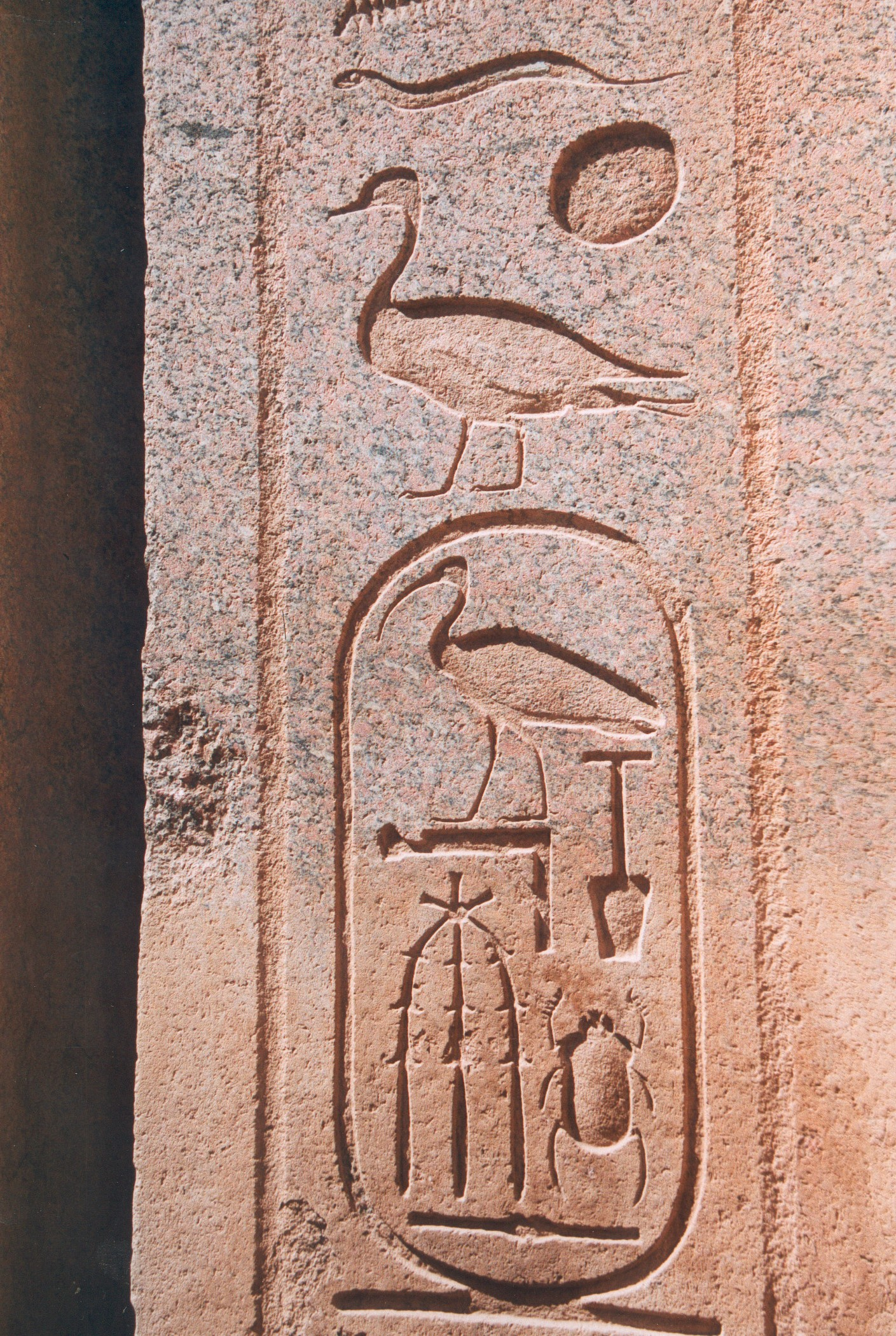
古埃及法老圖特摩斯三世的王名框，卡奈克神廟

在古埃及文字中，王名框（法語：cartouche，或譯王名圈、象形繭）是一個長橢圓形，其一端具有與其成直角的線段，表示內部的文字是一位法老的名字與稱號。最早與法老有關連的王名框例子出現在第三王朝末期，但直到第四王朝的創建法老斯尼夫魯時期始成為慣例。王名框通常是垂直的帶有水平線，為了讓名字更適合王名框的排列有時也是水平的，這時在一條垂直線的左邊。王名框是古埃及繩環象形文的變化應用，基本上它是一個擴大的繩環，圈圍法老的護身符及名號。在世俗體文字中，王名框簡化為一對括號和一條垂直線。
在五個古埃及帝王尊號當中，「普列諾門」（王座名）與「拉之子」稱號（諾門名或個人名），是圈在一個王名框內。
有時護身符給予王名框的形式以顯示國王的名字，並置放於墓葬。這些常常是考古學家對墓葬及其陪葬品訂定年代重要的依據。 王名框只能適用於法老。長橢圓形王名框圍繞他們的名字是為了保護他們在人間及陰間都免於邪惡魔鬼的侵擾。王名框已經成為代表好運和免受邪惡侵擾的象徵。埃及人認可將他們的名字記錄保留在死後不會消失的地方，將王名框附著於棺材就可以滿足這個要求。在埃及歷史有段時期，人們避免刻寫這些護身符的名字，因為害怕他們可能落入別人的手中，而使後來者獲得的權力凌駕於原先該名號的擁有者。

## 詞源
法文的術語最早是由士兵發想出來的，他們在法老遺跡中頻繁的見到非常像他們前膛裝填使用的紙製火藥莢，法文就是「cartouche」。 由於其形狀像“捲彈紙”，而且是由古埃及象形字符號繩環演變來的，最早中文翻譯為「象形繭」，但「繭」一字容易讓人誤解，畢竟這意思與繭毫無關係，應該譯為「王名框」。

## 王名框和半個王名框符號在象形文字的使用
王名框在加汀納符號表編號為V10; 
| V10 |

是用於表“名字”單詞，埃及語的「rn」。    

對於切成兩半的王名框，“半個王名框的象形符號”，在加汀納符號表編號為V11; 
| V11 |

古埃及文字採用單詞的意思：“切、分、分開”。

### 腳註
1. ↑   Chisholm, Hugh (编). .  (第11版). London: Cambridge University Press. 1911.
2. ↑  . Artyfactory.org.   [2013-08-22]. （原始内容存档于2013-11-14）.
3. ↑  .   [2020-05-02]. （原始内容存档于2020-02-28）.
4. ↑  Allen, James Peter, Middle Egyptian: An Introduction to the Language and Culture of Hieroglyphs, Cambridge University Press 2000, p. 65.
5. ↑  cf. Thomas Eric Peet, William Leonard Stevenson Loat, The Cemeteries of Abydos. Part 3. 1912-1913, Adamant Media Corporation, ISBN 1-4021-5715-0, p.23
6. ↑  . Dcsd.org.   [2013-08-22]. （原始内容存档于2011-09-29）.
7. ↑  . Egypt.mrdonn.org.   [2013-08-22]. （原始内容存档于2013-09-04）.
8. ↑  Alfred Wiedemann, Religion of the Ancient Egyptians, Adamant Media Corporation 2001, ISBN 1-4021-9366-1, pp.293-295
9. ↑  White, Jon Manchip, Everyday Life in Ancient Egypt, Courier Dover 2002, p.175
10. ↑  薛良凱, 如何讀寫古埃及文聖書體, 暖暖出版 2023, ISBN 978-626-96549-1-8, pp.151-152
11. ↑  Budge, 1929, 1989. The Rosetta Stone, p. 124-169.

### 其他
- Budge. The Rosetta Stone, E. A. Wallis Budge, (Dover Publications), c. 1929, Dover edition(unabridged), 1989. (softcover, ISBN 0-486-26163-8)
- 薛良凱. 如何讀寫古埃及文聖書體, 薛良凱, (暖暖出版), 2023.1. (softcover, ISBN 978-626-96549-1-8)

## 外部連結
- .   [2015-09-02]. （原始内容存档于2013-11-14）.